# خریوگ
خریوگ (به لاتین: Khryug) یک منطقهٔ مسکونی در روسیه است که در داغستان واقع شده‌است.